# Tamarino, Iambol
Tamarino (în bulgară Тамарино) este un sat în comuna Straldja, regiunea Iambol,  Bulgaria. 

## Demografie
Componența etnică a satului Tamarino
     Bulgari (83,63%)
     Romi (11,36%)
     Nicio identificare (0,9%)
     Altele (4,09%)
La recensământul din 2011, populația satului Tamarino era de 220 locuitori. Din punct de vedere etnic, majoritatea locuitorilor (83,63%) erau bulgari, cu o minoritate de romi (11,36%). Pentru 0,9% din locuitori nu este cunoscută apartenența etnică.